# Phare de Cap de Fer
Le phare de Cap de Fer est un phare de jalonnement situé au point le plus septentrional de la côte algérienne à l'est de la ville de Skikda.

## Historique

### Considérations générales
Il semble qu'avant la colonisation seuls quelques rares fanaux rudimentaires étaient placés aux abords des abris qui servaient de refuge aux vaisseaux barbaresques; tel le fanal ordinaire situé sur la haute tour du Penon d'Alger. Dès les premières années de la conquête des feux plus efficaces furent installés aux points les plus caractéristiques. C'est ainsi qu'en  1834, les Français installent à la place du fanal d'Alger un appareil consistant en un feu fixe surmonté d'une couronne tournante portant 8 lampes avec réflecteurs disposées de manière à réaliser un feu à éclipses de 30 secondes en 30 secondes.
Le premier rapport officiel traitant de l'éclairage des côtes algériennes est un rapport de la Commission Nautique de l'Algérie de 1843 qui établit un rapport complet "des améliorations à apporter aux feux existants (neuf à l'époque), des feux à établir immédiatement, des feux à établir par la suite".
Son exécution s'échelonna sur plusieurs années, avec les modifications imposées par les progrès de la technique et le développement de la navigation et dont les principales furent décidées par la Commission des Phares de 1861.
Les appareils ont été modifiés périodiquement entre 1860 et 1900. Les plus notables de ces améliorations consistèrent en la substitution de l'huile minérale par l'huile végétale en 1881 puis, par l'adoption de certains feux de lampe à niveau constant.
En 1902, nouveau programme d'amélioration de l'éclairage côtier par la mise en place d'une Commission Nautique Spéciale qui adopte un programme de réalisations prévoyant entre autres la substitution aux feux fixes existants de feux à éclats ou à occultataions avec ou sans secteurs colorés.  Programme qui fut entièrement réalisé de 1904 à 1908 à l'exception de  la jetée Nord du port d'Alger.
L'électrification des feux principaux et des feux de ports fut poursuivie activement depuis la mission scientifique en Algérie, en 1924, de l'Ingénieur en chef du Service Central des Phares.
En outre quatre radiophares ont été mis en service; au phare de l'Amirauté à Alger (1931), au Cap de l'Aiguille (1938), au Cap Caxine (1938) et au Cap Matifou (1942). Les services techniques ont également prévu  l'établissement dans des délais rapprochés de quatre ouvrages supplémentaires au Cap Ténès, au Cap Bengut, au cap Bougaroun et au Cap de Garde.

### Considérations spécifiques
Le rapport de la Commission Nautique de 1843 qui comportait la transformation des installations antérieures eut pour conséquence la création au Cap de Fer d'un feu fixe de 19  à   23 milles de portée en 1869.
Le phare actuel fut, tenant compte des améliorations techniques de l'époque, construit en 1907.

## Caractéristiques
Le phare est bâti sur le côté nord-est du golfe de Skikda, sur la pointe ouest du cap le plus au nord du littoral algérien.
Le phare, est constitué d'une tour cylindrique en maçonnerie lisse. Dans le bâtiment, au pied de la tour, trois logements de gardiens et chambre pour le personnel de passage. À 20 m au sud-est, deux bâtiments de services de chaque côté de l'enceinte du phare. Mur de soutènement en maçonnerie de pierres apparentes, blanc et gris, surmonté d'une grille métallique.
La hauteur du phare est de 20,55 m et il culmine à une hauteur de 68,55 m à partir du niveau de la mer.
La puissance de la lampe est de 180 W / 24 V et l' éclairage est assuré par un feu de couleur rouge à 1 éclat en 5 secondes. La portée lumineuse est de 22 milles nautiques, soit environ 41 km ce qui en fait un phare de second ordre.
Il est alimenté en électricité par une batterie de panneaux solaires.